# كلاوديا جانز إيجناسيك
كلاوديا جانز إيجناسيك (بالبولندية: Klaudia Jans-Ignacik) مواليد 24 سبتمبر 1984 في غدينيا، هي لاعبة كرة مضرب بولندية بدأت مسيرتها كمحترفة سنة 2000 تلعب باليد اليمنى. شاركت في دورة الألعاب الأولمبية الصيفية.

## النهائيات

### نهائيات البطولات الكبرى

#### الزوجي المختلط: 1 (الوصافة 1)
| الحصيلة | السنة | البطولة                  | الأرضية | الشريك            | المنافس                  | النتيجة       |
| ------- | ----- | ------------------------ | ------- | ----------------- | ------------------------ | ------------- |
| الوصافة | 2012  | دورة رولان غاروس الدولية | ترابية  | سانتياغو غونزاليس | سانيا ميرزا ماهيش بوباثي | 6–7(3–7), 1–6 |

### نهائيات البطولات الممتازة

#### الزوجي: 1 (الألقاب 1)
| الحصيلة | السنة | الدورة              | الأرضية | الشريك               | المنافس                        | النتيجة          |
| ------- | ----- | ------------------- | ------- | -------------------- | ------------------------------ | ---------------- |
| الفوز   | 2012  | بطولة كندا للأساتذة | صلبة    | كريستينا ملادينوفيتش | ناديا بتروفا كاترينا سريبوتنيك | 7–5, 2–6, [10–7] |

## الميداليات
| الميدالية | المسابقة                      |
| --------- | ----------------------------- |
| فضية      | الألعاب الجامعية الصيفية 2009 |
| فضية      | الألعاب الجامعية الصيفية 2009 |
| فضية      | الألعاب الجامعية الصيفية 2009 |

## روابط خارجية
- كلاوديا جانز إيجناسيك على موقع رابطة محترفات التنس (الإنجليزية)
- كلاوديا جانز إيجناسيك على موقع الاتحاد الدولي لكرة المضرب (الإنجليزية)
- كلاوديا جانز إيجناسيك على موقع كأس بيلي جين كينغ (الإنجليزية)
- كلاوديا جانز إيجناسيك على موقع خلاصة التنس.كوم (الإنجليزية)
- كلاوديا جانز إيجناسيك على موقع أوليمبيديا (الإنجليزية)
- كلاوديا جانز إيجناسيك على موقع اللجنة الأولمبية البولندية (مؤرشف) (البولندية)